# Gränitz
Gränitz ist ein ehemals vielbesuchter Wallfahrts- und Jahrmarktsort, der heute ein Ortsteil der Großen Kreisstadt Brand-Erbisdorf im Landkreis Mittelsachsen (Freistaat Sachsen) ist. Er wurde am 15. Januar 1970 nach Langenau eingemeindet, das seit dem 1. April 2002 einen von zwei Ortschaften der Stadt Brand-Erbisdorf bildet.

## Geografie

### Lage
Gränitz liegt etwa 11 Kilometer südlich von Freiberg im Osterzgebirge. Der durch den Ort fließende Bach entwässert über die Große Lößnitz in die Flöha.

### Nachbarorte
|                    | Langenau                                    |                   |
| Kleinhartmannsdorf | Kompassrose, die auf Nachbargemeinden zeigt | Großhartmannsdorf |
|                    | Großwaltersdorf                             |                   |

## Geschichte

### Entstehung

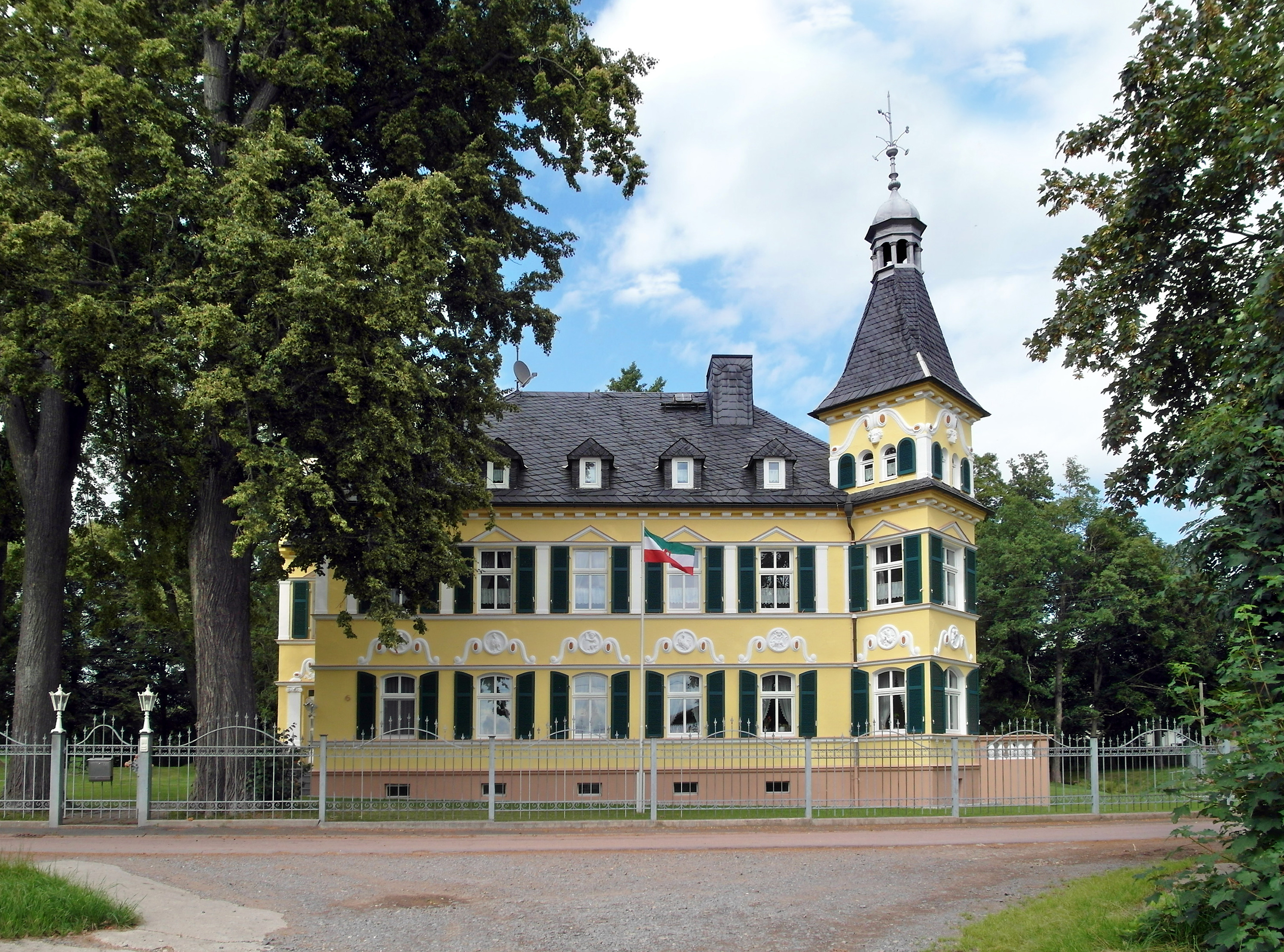
Schloss Gränitz 2016

Im Jahr 1376 wurde das Dorf erstmals als Grenicz in einer Kaufurkunde erwähnt. Das Benediktinerkloster Chemnitz verkaufte Gränitz an den Markgrafen Wilhelm I. und seinen Brüdern zu Meißen. Der Name des Ortes geht auf das slawische granica = Grenze zurück. Ob es sich um die damalige böhmische Grenze handelte, ist nicht nachgewiesen, das Gebiet um Gränitz lag aber im Grenzbereich der Besitzungen der Abtei Hersfeld und des Klosters Altzella. An einer alten Straße nach Böhmen gelegen, war Gränitz lange Ausspanne vor dem weitgehend unbesiedelten dichten Waldgebiet des Erzgebirges.
Die Häuser gruppierten sich anfangs entlang des Dorfbaches, einem Quellbach der Großen Lößnitz; die an der Straße von Langenau nach Großwaltersdorf erbauten Häuser stammen aus dem frühen 19. Jahrhundert.
Im 14. Jahrhundert umfasste die Flur Gränitz 398 Acker (etwa 200 ha). 1578 gab es in Gränitz
- 9 Gärtner,
- 7 Hüfner und
- 1 Halbhüfner.

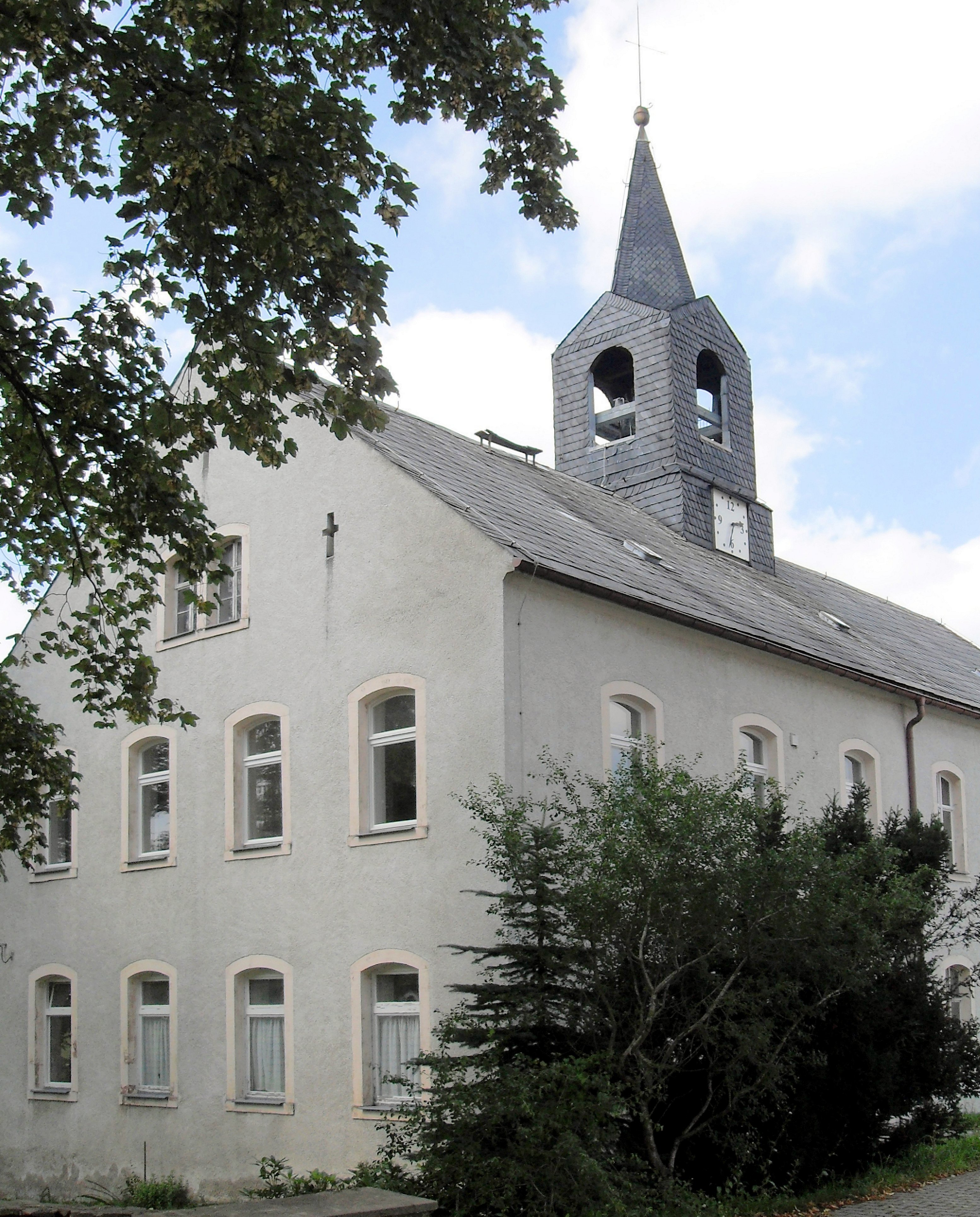
Alte Schule und Bethaus

Den Dreißigjährigen Krieg überstand nur noch ein Halbhüfner. In der Folge nahm der Ritterguts-Grundbesitz durch Kriegswirren und Bauernlegen enorm zu. 1688 zählte man nach dem Schocksteuerregister in Gränitz
- 11 Erbgärtner (davon 7 Tagelöhner),
- 1 Halbhüfner,
- 1 Schuhflicker,
- 1 Schneider
- 1 Büttner sowie
- die Pächter der zum Rittergut gehörigen Schänke und Mühle.

In der Pachtschänke tagten der Ortsrichter und die Schöppen, sie wurde mit königlich-sächsischer Erlaubnis 1812 Erbgericht.

### Gränitz als Wallfahrts- und Jahrmarktsort
Die Existenz einer Wallfahrtskapelle ist seit 1519 belegt. Sie war Filiale der Parochialkirche in Großhartmannsdorf und diente nach der Reformation als evangelisch-lutherisches Bethaus. 1614 wurde das Bethaus auf dem Budenberg wegen Baufälligkeit abgerissen und am heutigen Friedhof eine Kirche mit einem hölzernen Turm auf der Mitte des Daches errichtet.
Diese Kirche wurde bei einem Brand am 29. September 1872 zerstört. Auch die alte Schule war zu diesem Zeitpunkt baufällig. Man entschloss sich daher, neben dem Friedhof eine Kombination aus Bethaus und Schule zu bauen. Das 1875 errichtete Gebäude ist zweigeteilt: die Südhälfte beherbergt eine Schulstube und darüber die Lehrerwohnung, die Nordhälfte das Bethaus mit Empore und 130 Sitzplätzen. 1899 wurden noch 50 Schüler in 2 Klassen unterrichtet, heute ist die Gränitzer Schule geschlossen.
Die Wallfahrten zur mit einem Marienbild ausgestatteten Kapelle Gränitz fanden ab dem 16. Jahrhundert am 2. Juli jeden Jahres statt. Mit den Wallfahrten war auch das Jahrmarktsrecht verbunden. Auf dem heute noch Budenberg genannten Areal wurden zeitweise über 100 Stände (Jahrmarktsbuden), nach Zünften getrennt, aufgebaut. Betreiber der Jahrmärkte war die kleine Kirchgemeinde. Der letzte Jahrmarkt fand 1959 statt, das Budenhaus, in dem die Aufbauten über das Jahr lagerten, wurde 1970 abgerissen.

### Geschichte bis zur Gegenwart

Gränitzer Mühlteich

Gränitz lag bis 1856 im kursächsischen bzw. königlich-sächsischen Kreisamt Freiberg. Die Grundherrschaft über den Ort lag beim Rittergut Gränitz. Dieses war im 15. Jahrhundert im Besitz des Freiberger Patriziergeschlechts Rülke (Rülcke, Rulicke usw.), welche auch in Langenau und Linda begütert waren. Die Familie von Günderrode besaß das Rittergut Gränitz im 16. Jahrhundert, bis es um 1614 an Gottfried Heidenreich kam. Das heutige Herrenhaus stammt aus dem 19. Jahrhundert und wurde im Stil des Historismus errichtet.
Ab 1856 gehörte Gränitz zum Gerichtsamt Brand und ab 1875 zur Amtshauptmannschaft Freiberg. Der Gutsbezirk Gränitz wurde um 1922 in die politische Gemeinde Gränitz eingegliedert. Mit der zweiten Kreisreform in der DDR kam der Ort im Jahr 1952 zum Kreis Brand-Erbisdorf im Bezirk Chemnitz (1953 in Bezirk Karl-Marx-Stadt umbenannt). Am 15. Januar 1970 wurde Gränitz nach Langenau eingemeindet. Mit Langenau kam Gränitz im Jahr 1994 vom sächsischen Landkreis Brand-Erbisdorf zum Landkreis Freiberg und 2008 zum Landkreis Mittelsachsen. Durch die Eingemeindung von Langenau in die Große Kreisstadt Brand-Erbisdorf ist Gränitz seit dem 1. April 2002 ein Ortsteil der Brand-Erbisdorfer Ortschaft Langenau.

### Entwicklung der Einwohnerzahl
| Jahr | Einwohnerzahl                           |
| ---- | --------------------------------------- |
| 1551 | 13 besessene Mann, 13 Inwohner          |
| 1764 | 3 besessene Mann, 21 Gärtner, 1 ¾ Hufen |
| 1834 | 194                                     |
| 1871 | 253                                     |

| Jahr | Einwohnerzahl |
| ---- | ------------- |
| 1890 | 236           |
| 1910 | 248           |
| 1925 | 242           |
| 1939 | 200           |

| Jahr | Einwohnerzahl |
| ---- | ------------- |
| 1946 | 270           |
| 1950 | 276           |
| 1964 | 239           |